# The Heart of a Lion
The Heart of a Lion è un film muto del 1917 diretto da Frank Lloyd.

## Trama
Barney Kemper sogna di diventare medico ma deve piegarsi alla dura realtà, sacrificandosi per poter mandare Dick, il fratello più giovane, al college. Dick, però, non sembra rendersi conto dei sacrifici del fratello e sperpera incautamente il denaro guadagnato tanto duramente. Barney è amato da Margaret Danforth, la figlia del medico locale, ma lui le preferisce Iola Hamilton, una delle sue amiche. Quando però scopre la ragazza tra le braccia di Dick, finalmente si rende conto del suo egoismo e della sua pochezza morale. Disgustato, Barney parte per il West, dove diventa medico in un campo di taglialegna. Nel frattempo, Dick prova rimorso per come si è comportato, si pente e si rivolge alla religione. Diventato pastore, viene inviato anche lui nella cittadina dei boscaioli, accompagnato da Margaret che lavora come infermiera e che progetta di aprire insieme a lui un ospedale. La piccola città è un covo di illegalità e di immoralità: i due fratelli Kemper e Margaret devono affrontare una dura prova contro Tex, il boss locale. Dick verrà mortalmente ferito, ma Barney riuscirà a vendicarlo. Poi, insieme a Margaret, inizierà una nuova vita.

## Produzione
Il film fu prodotto dalla Fox Film Corporation.

## Distribuzione
Distribuito dalla Fox Film Corporation, il film uscì nelle sale cinematografiche USA il 15 dicembre 1917.